# 威廉·尤利乌斯·弗尔斯特
威廉·尤利乌斯·弗尔斯特（德語：Wilhelm Julius Foerster，1832年12月16日—1921年1月18日）是一名德國天文學家，並是和平主义者及道德学家弗里德里希·威廉·弗尔斯特的父親。他家鄉為西里西亞的綠山城，工作為恩克的助理。恩克於1865年去世后，他便在1903年成爲了柏林天文台的负责人。
他與奧斯卡·雷瑟分別發現了小行星62效神星，有史以來第一次有兩人同时分别發現同一顆小行星。小行星6771和Wilhelm Foerster Sternwarte（William Foerster Observatory; IAU code 544）都以他的名字命名。他曾經參與German Society for Ethical Culture（GSEC）（Deutschen Gesellschaft für ethische Kultur）（阿爾伯特·愛因斯坦也曾參與）和德國和平會。